# La Bastida
La Bastida è un comune spagnolo di 37 abitanti situato nella comunità autonoma di Castiglia e León.